# Ilija Pantelić
Ilija Pantelić (Banja Luka, 2 de agosto de 1942 - Novi Sad, 17 de noviembre de 2014) fue un futbolista serbio, aunque nacido en la actual Bosnia y Herzegovina, que jugaba en la demarcación de portero. Fue entrenador durante un año del París Saint-Germain FC.

## Biografía
Debutó como futbolista con el FK Radnički Sombor en 1960 tras haberse formado en el FK BAK Bela Crkva. En 1961 se fue traspasado al FK Vojvodina, con el que llegó a ganar la Primera Liga de Yugoslavia en 1966. Además con el club anotó seis goles, ejerciendo la posición de portero. Tras dejar el club en 1969, y jugar en el Paris-Neuilly y Racing Paris-Joinville, en 1971 fichó por el Olympique de Marsella, que aun habiendo disputado dos partidos, se hizo con la Ligue 1 y la Supercopa de Francia a final de temporada. También jugó en el SC Bastia y París Saint-Germain FC, equipo donde se retiró como futbolista. Tras dejar el club, le ofrecieron el cargo de entrenador, puesto que ejerció hasta que finalizó la temporada.
Falleció el 17 de noviembre de 2014 en Novi Sad a los 72 años de edad.

## Selección nacional
Disputó un total de 18 partidos con la selección de fútbol de Yugoslavia. Llegó a participar en la Eurocopa 1968, jugando además el primer partido de la final contra Italia, donde empató a uno tras recibir un gol de Angelo Domenghini en el minuto 80; y el segundo partido de desempate, perdido por 2-0.

## Clubes

### Como futbolista
| Club                   | País    | Año       | Partidos | Goles |
| ---------------------- | ------- | --------- | -------- | ----- |
| FK Radnički Sombor     | Serbia  | 1960-1961 | 15       | 0     |
| FK Vojvodina           | Serbia  | 1961-1969 | 176      | 6     |
| Paris-Neuilly          | Francia | 1969-1970 | 37       | 0     |
| Racing Paris-Joinville | Francia | 1970-1971 | 15       | 0     |
| Olympique de Marsella  | Francia | 1971      | 2        | 0     |
| SC Bastia              | Francia | 1971-1974 | 129      | 0     |
| París Saint-Germain FC | Francia | 1974-1977 | 114      | 0     |

### Como entrenador
| Club                   | País    | Año  |
| ---------------------- | ------- | ---- |
| París Saint-Germain FC | Francia | 1977 |

## Palmarés

### Campeonatos nacionales
| Título                     | Club                  | País    | Año  |
| -------------------------- | --------------------- | ------- | ---- |
| Primera Liga de Yugoslavia | FK Vojvodina          | Serbia  | 1966 |
| Ligue 1                    | Olympique de Marsella | Francia | 1971 |
| Supercopa de Francia       | Olympique de Marsella | Francia | 1971 |